# John Adams (amerikai elnök)
John Adams (Braintree, Massachusetts, 1735. október 30. – Quincy, Massachusetts, 1826. július 4.) az Egyesült Államok első alelnöke (1789–1797) és második elnöke (1797–1801). Az Alapító atyák egyik legnagyobb hatású alakjaként tartják számon.
Fia, John Quincy Adams, 1825-től 1829-ig az USA hatodik elnöke volt. George W. Bush beiktatásáig ő volt az egyetlen amerikai elnök, akinek az apja is elnök volt.

## Élete
1735. október 30-án született a massachusettsi Braintreeben, ahol most nemzeti park áll. Az ifjú Adams a Harvardon végzett 1755-ben, majd egy worcesteri iskolában tanított. Később James Putman irodájában tanult jogot. Fiatal korától kezdve naplót vezetett a különböző eseményekről és személyekről. Jogászként jó hasznát vette ennek a gyakorlatnak. Megfigyeléseit gyakran vette elő későbbi tanulmányozás céljából is. Jó példa erre James Otis massachusettsi legfelsőbb bíróságon elhangzott érveinek 1761-es megörökítése, amik később az amerikai kolóniák melletti kiállásra ösztönözték Adamset.
1764-ben Adams feleségül vette Miss Abigail Smith-t (1744–1818), a weymounthi gyülekezet elnökének lányát. Gyermekeik Abigail Amelia (1765–1813), a későbbi elnök John Quincy (1767–1848), Susanna Boylston (1768–1770), Charles (1770–1800), Thomas Boylston (1772–1832) és Elizabeth, aki halva született (1775).
Adams nem volt olyan népszerű politikus, mint Samuel Adams, a másodunokatestvére. Befolyásra alkotmányjogászként, felkészültségéért, elemzéseiért és a republikánus eszméknek való elkötelezettségéért tett szert. Veleszületett vitakészségét gyakran találta hátrányosnak a politikai karrierje során.

## A politikában
Adams 1765-ben nagy tekintélyre tett szert a bélyegtörvénnyel kapcsolatos tárgyalásokon. Megfogalmazta a braintreei lakosok utasításait, amelyet a képviselőiknek küldtek. Az irat modellértékűnek bizonyult más városok számára is. 1765-ben névtelenül írt cikkeket a Boston Gazette-ben, A Dissertation on the Canon and Federal Law címmel. 1765 decemberében egy beszédében nyíltan állította, hogy a Bélyegtörvény érvénytelen Massachusetts határain belül mindaddig, amíg nem képviseltethetik magukat a brit parlamentben.
1768-ban Bostonba költözött. Az 1770-es bostoni mészárlás után több brit katonát letartóztattak négy telepes megölésének vádjával. John Adams a katonák védője volt a perben, melynek végén csak két katonát találtak bűnösnek. Ezután Adamset 418:118 arányban megszavazták Massachusetts állam képviseletére a Képviselők házában.
1774 és 1778 között Adams a Kontinentális kongresszus tagja volt. 1775 júniusában George Washingtont javasolta a hadsereg főparancsnokának. Nagy hatással volt a kongresszusra. Csaknem a kezdetektől a Britanniától való tartós elkülönülést kereste. 
1776. június 7-én támogatta a Richard Henry Lee-féle álláspontot, amely arról szólt, hogy a gyarmatoknak teljes függetlenségre kell törekedniük.
1776. június 8-án Thomas Jefferson, Benjamin Franklin, Robert R. Livingston és Roger Sherman meghívta a függetlenségi nyilatkozatot kidolgozó bizottságba. 

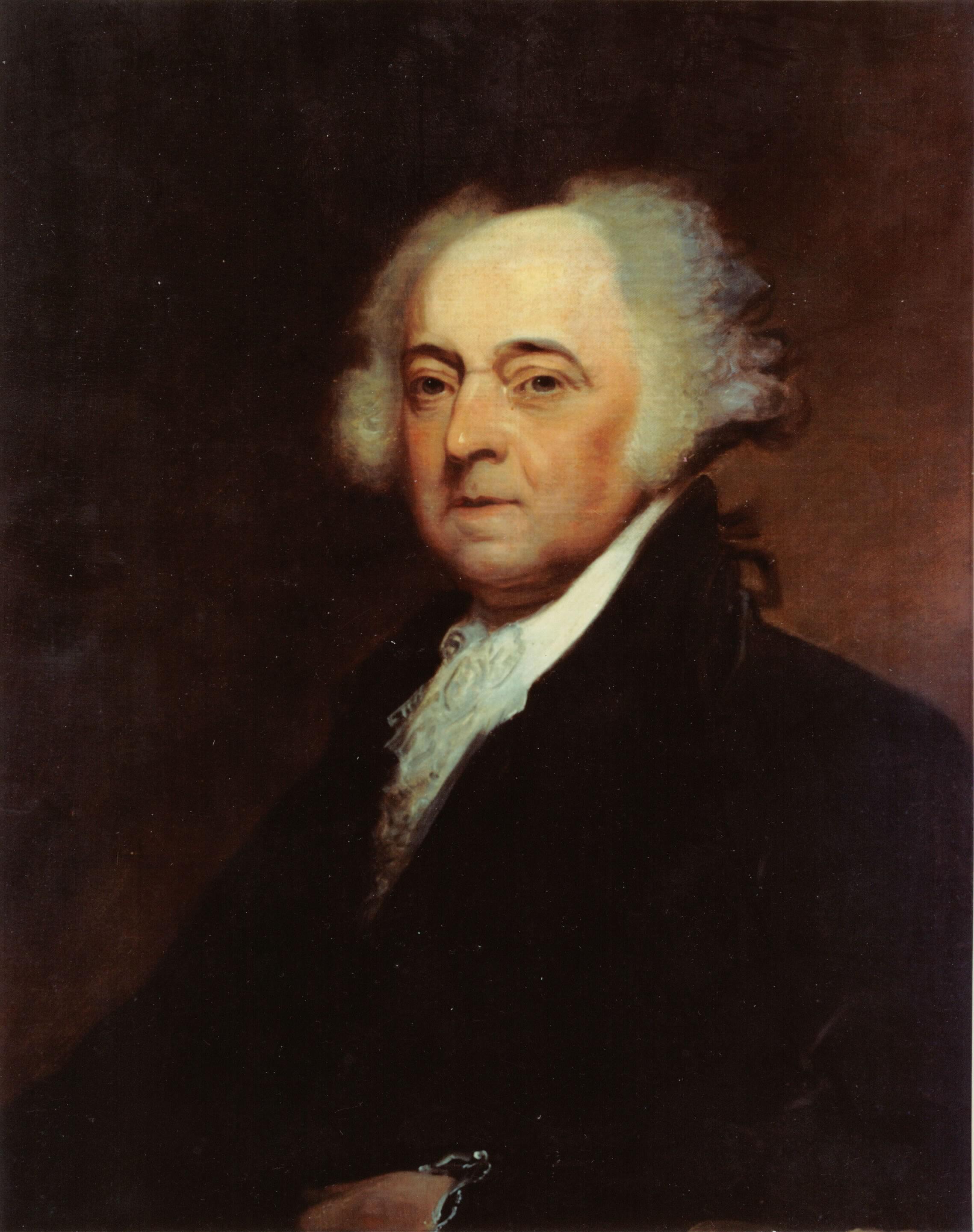
Asher B. Durand: John Adams

## Kongresszusi tevékenysége
1778-ban Franciaországba ment, ahol Silar Deane-t váltotta a helyi amerikai bizottságban – bár mire odaért, a bizottság már megegyezett a szövetségben. 1780-ban a massachusettsi alkotmány megírásában segédkezett, James Bowdoin és Samuel Adams mellett.
Mielőtt még ezt befejezhette volna, béketárgyalásokba kezdett Nagy-Britanniával, és 1779 szeptemberében ismét Európába küldték. A francia kormány nem tekintett jó szemmel erre, így Charles Gravier megállapodott az Államokkal, hogy Benjamin Franklin, John Jay, Thomas Jefferson és Henry Laurens is elkíséri őt. A tárgyalások során Adams, Jay és Franklin játszotta a legfontosabb szerepet. (A francia minisztereket kihagyták a britekkel való béketárgyalásokból.)
Adams a végletekig elkötelezett volt abban, hogy ismerjék el az Egyesült Államok érdekeit a brit–amerikai vizeken. 1782. november 30-án megállapodás született, ami az Egyesült Államok számára kedvező hatással volt.
1785-ben a St. James-i ítélőtáblánál kapott miniszteri kinevezést.
Bár Washington egyértelmű választás volt az elnöki posztra, Adams volt az alelnöke. Az 1790-es évekbeli politikában nem volt nagy szerepe, ami Washingtont 1792-ben másodszorra is az elnöki székbe ültette. Amikor megalakult a két amerikai párt, Adams a föderalistákhoz csatlakozott, és 1796-ban elnökjelölt lett. A másik pártot, a Demokrata-Republikánus Pártot Thomas Jefferson vezette.

## Elnöki tevékenysége
1796-ban Washington már nem óhajtott tovább az Egyesült Államok elnöke lenni. A választásokat Adams nyerte meg Thomas Jeffersonnal szemben, aki alelnöke lett.
Elnöksége során a külpolitikáját támadták leggyakrabban, ami nem egy kongresszusi gyűlésen szított heves vitákat. Adams és föderalistái inkább a britekkel vette fel a kapcsolatot, amit Jefferson és a republikánusok elleneztek.
1798-ban egy hadüzenet nélküli flottaháború tört ki az Egyesült Államok és Franciaország közt (az ún. kvázi háború). A föderalisták Washington elnöksége alatt már kiépítettek egy nagy hajóhadat, aminek költségeit csak az adó növelésével lehetett fedezni.
Adams nem volt jó a tárgyalóasztal mögött, még a saját kabinetje felett sem volt uralma. A kabinet inkább Hamiltont bízta meg a politikai tevékenységek folytatásával.
1801-ben Thomas Jefferson legyőzte a választásokon.

## Halála
A függetlenségi nyilatkozat ötvenedik évfordulóján halt meg, 1826. július 4-én. Az utolsó szavai azok voltak, hogy „Thomas Jefferson túlél…”, bár Jefferson éppen néhány órával előtte halt meg. Quincyben van eltemetve. Adams 90 évet és 247 napot élt. Az Egyesült Államok leghosszabb ideig élő elnökeként tartották számon egészen 2001-ig, amikor Ronald Reagan is betöltötte ezt a kort.